# باشگاه فوتبال پلیسیا ده سگورانسا پابلیکا
باشگاه فوتبال پلیسیا ده سگورانسا پابلیکا یک تیم فوتبال حرفه‌ای ماکائویی است که در لیگ برتر شرکت کرده بود اما به دلیل کووید-۱۹ از فصل ۲۰۲۲ منحل شد.